# Bryce Davison
Bryce Davison (Walnut Creek, 29 januari 1986) is een Amerikaans-Canadees voormalig kunstschaatser die uitkwam als paarrijder. Davison nam met zijn schaatspartner Jessica Dubé deel aan twee edities van de Olympische Winterspelen: Turijn 2006 en Vancouver 2010. Dubé en Davison, drievoudig Canadees kampioen, wonnen in 2008 de bronzen medaille bij de wereldkampioenschappen.

## Biografie
De in de Verenigde Staten geboren Davison begon op driejarige leeftijd met kunstschaatsen, hiermee zijn familie in de schaatssport volgende. Hij stapte later over op het paarrijden. Met Jessie McNeil nam hij deel aan wedstrijden in de pre-novice en juvenileklasse. De twee werden in 2000 Canadees juvenile kampioen. Hierna kwam hij met Claire Daugulis uit in de novice- en juniorenklasse. Tot en met 2007 bleef hij op de Canadese nationale kampioenschappen echter ook altijd nog in actie komen als soloschaatser.
In juli 2003 werd Davison gekoppeld aan kunstschaatsster Jessica Dubé. Ze namen twee keer deel aan de WK voor junioren (2004, 2005) en wonnen beide keren de zilveren medaille. In het seizoen 2005/06 maakten ze hun debuut bij de senioren. Dubé en Davison wisten zich hierin gelijk te kwalificeren voor de Olympische Winterspelen in Turijn en werden er tiende. Op de daaropvolgende wereldkampioenschappen werden ze zevende. Ze herhaalden deze prestatie op de WK's van 2007 en van 2009. Bij de tussenliggende wereldkampioenschappen veroverden Dubé en Davison de bronzen medaille.
Het duo won op de 4CK van 2009 de zilveren medaille en werd zesde bij zowel de WK van 2010 als de Olympische Winterspelen in Vancouver. In maart 2011 brak Dubé, die enige tijd ook zijn liefdespartner was, met hem. Davison kampte toen met een blessure, maar gaf aan naar een nieuwe schaatspartner uit te kijken. In december 2011 bevestigde hij met schaatsen te zijn gestopt.

## Belangrijke resultaten
2001-2003 met Claire Daugulis, 2003-2011 met Jessica Dubé
| Kampioenschap                | 01/02               | 02/03        |           | 03/04         | 04/05         | 05/06         | 06/07         | 07/08         | 08/09         | 09/10 |
| ---------------------------- | ------------------- | ------------ | --------- | ------------- | ------------- | ------------- | ------------- | ------------- | ------------- | ----- |
| Olympische Spelen            |                     |              |           |               | 10e           |               |               |               | 6e            |       |
| Wereldkampioenschap          |                     |              |           |               | 7e            | 7e            | Brons         | 7e            | 6e            |       |
| Viercontinentenkampioenschap |                     |              |           |               |               | t.z.t.        |               | Zilver        |               |       |
| Grand Prix-finale            |                     |              |           |               |               |               | 4e            |               |               |       |
| Nationaal kampioenschap      |                     |              |           |               | · 15e (*)     | · 15e (*)     | Zilver        | Goud          | Goud          |       |
| WK junioren                  |                     |              | Zilver    | Zilver        | geen deelname | geen deelname | geen deelname | geen deelname | geen deelname |       |
| Junior Grand Prix-finale     |                     |              | Goud      | t.z.t.        | geen deelname | geen deelname | geen deelname | geen deelname | geen deelname |       |
| NK junioren                  | 5e (**) 14e (*, **) | 7e · (*, **) | · 10e (*) | t.z.t. 6e (*) | geen deelname | geen deelname | geen deelname | geen deelname | geen deelname |       |

(*) solo, bij de mannen / (**) bij de novice / t.z.t. = trokken zich terug